# هلوبوکه دووری
هلوبوکه دووری (به چکی: Hluboké Dvory) یک منطقهٔ مسکونی در جمهوری چک است که در ناحیه برنو-تسوونتری واقع شده‌است. هلوبوکه دووری ۴٫۳۷ کیلومتر مربع مساحت و ۷۹ نفر جمعیت دارد و ۴۰۵ متر بالاتر از سطح دریا واقع شده‌است.